# Стоян Мурджев
Стоян Мурджев или Мурджов е български революционер, деец на Македонобългарския комитет в Костурско.

## Биография
Стоян Мурджев е роден в леринското село Прекопана. Работи в Канада, след което се връща в родното си село. По време на режима на генерал Йоанис Метаксас (1936-1941) е преследван като българин. Става ръководител на създадената през лятото на 1944 година селска чета на Охрана, заради честите нападения от страна на комунистическите партизани..
На 21 август 1944 година село Прекопана е нападнато от сили на Леринско-костурския македонски батальон на ЕЛАС. Селската милиция, ръководена от Стоян Мурджев, оказва самоотвержена съпротива. В сражението загиват шест милиционери, включително войводата Стоян Мурджев и синът му Илия.